# 伊索拉迪丰德拉
伊索拉迪丰德拉（義大利語：Isola di Fondra），是意大利贝加莫省的一个市镇。总面积13平方公里，人口189人，人口密度14.5人/平方公里（2009年）。国家统计（ISTAT）代码为016121。